# اندیس باینوج
باینوج یک اندیس مصالح ساختمانی است که در حوالی شهر داراب استان فارس قرار دارد و مادهٔ معدنی موجود در آن، گچ است. سنگ میزبان این اندیس سنگ آهک است و دیرینگی آن به دوران ائوسن می‌رسد.